# سفارة التشيك في النرويج
سفارة التشيك في النرويج هي أرفع تمثيل دبلوماسي لدولة التشيك لدى النرويج. تقع السفارة في وهي تهدف لتعزيز المصالح التشيكية في النرويج.

## وصلات خارجية
- قائمة سفارات التشيك
- قائمة السفارات في النرويج